# Бейташур, Стивен
Сти́вен Мехрда́д Бейташу́р (перс. استیون بیتآشور‎, англ. Steven Mehrdad Beitashour; род. 1 февраля 1987, Сан-Хосе, Калифорния, США) — иранский футболист, защитник. Выступал за сборную Ирана.

## Раннее
Стивен Бейташур родился в семье Эдварда и Пари Бейташур в Сан-Хосе, штат Калифорния. У него есть один брат, Тони. Его родители оба из Ирана; его отец, инженер-электрик, играл в футбол за Университет штата в Сан-Франциско, прежде чем начал работать на Apple. Бейташур является христианином ассирийского происхождения со стороны своего отца, а его мать является персидской мусульманкой, поэтому он наслаждается поддержкой от обеих общин в Соединённых Штатах. У него двойное ирано-американское гражданство.

## Клубная карьера

### Молодёжная карьера и любительский футбол
Беташур окончил старшую школу «Леланд» в 2005 году, впоследствии его 3 номер был закреплён, что стало всего лишь вторым случаем среди спортсменов после Пэта Тиллмана. Стивен был капитаном спортивной команды школы и был лучшим бомбардиром молодёжной команды, играя на позиции плеймейкера. Он 4 года выигрывал школьные награды и был дважды выбран лучшим нападающим года перед тем, как стал играть за основную команду. В свой выпускной год в «Леланде» Бейташур получил награду Пэта Тиллмана за выдающиеся достижения в спорте и обучении.
После этого он продолжил играть в футбол в Университете штата Калифорния в Сан-Диего, предпочтя этот университет ряду других, включая Университет штата Калифорнии в Сан-Хосе, Калифорнийский университет в Санта-Крузе и Университет Нотр-Дам-де-Намер. Стивен окончил университет с основной специализацией по коммуникации и дополнительной по биологии. Тренер Лев Киршнер перевёл Бейташура на позицию правого защитника, чтобы использовать его высокую скорость и оборонительные способности при игре один на один. В заключительный год в университете Стивен получил почётный приз от конференции Pacific-10. В 2007—2008 годы Бейташур играл за «Сан-Хосе Фрогс» в Премьер-лига развития. Он окончил университет в декабре 2009 года.

### Профессиональный футбол

#### Сан-Хосе Эртквейкс
На Супердрафте MLS 2010 Бейташур был выбран клубом «Сан-Хосе Эртквейкс» во втором раунде под общим 30-м номером. Ранее он уже поддерживал эту команду в качестве болл-боя. Стивен стал вторым иранцем (после Ходадада Азизи), игравшим за «Сан-Хосе Эртквейкс». 10 апреля 2010 года он дебютировал в профессиональном футболе в матче с «Чикаго Файр». 24 апреля 2010 года забил свой первый гол в профессиональном футболе в матче против «Чивас США». В 2012 году Бейташур вошёл в состав сборной всех звёзд MLS 2012 и отыграл в её составе все 90 минут против «Челси» (победа 3:2). «Сан-Хосе Эртквейкс» выиграл Supporters’ Shield 2012. Бейташур сыграл в 33 матчах и провёл наибольшее в лиге количество кроссов (110). После получения титула Бейташур играл в Лиге чемпионов КОНКАКАФ 2013/2014. Он отдал 16 голевых передач за 3 года игры за этот клуб. Это больше, чем у любого другого защитника MLS за тот же период времени.

#### Ванкувер Уайткэпс

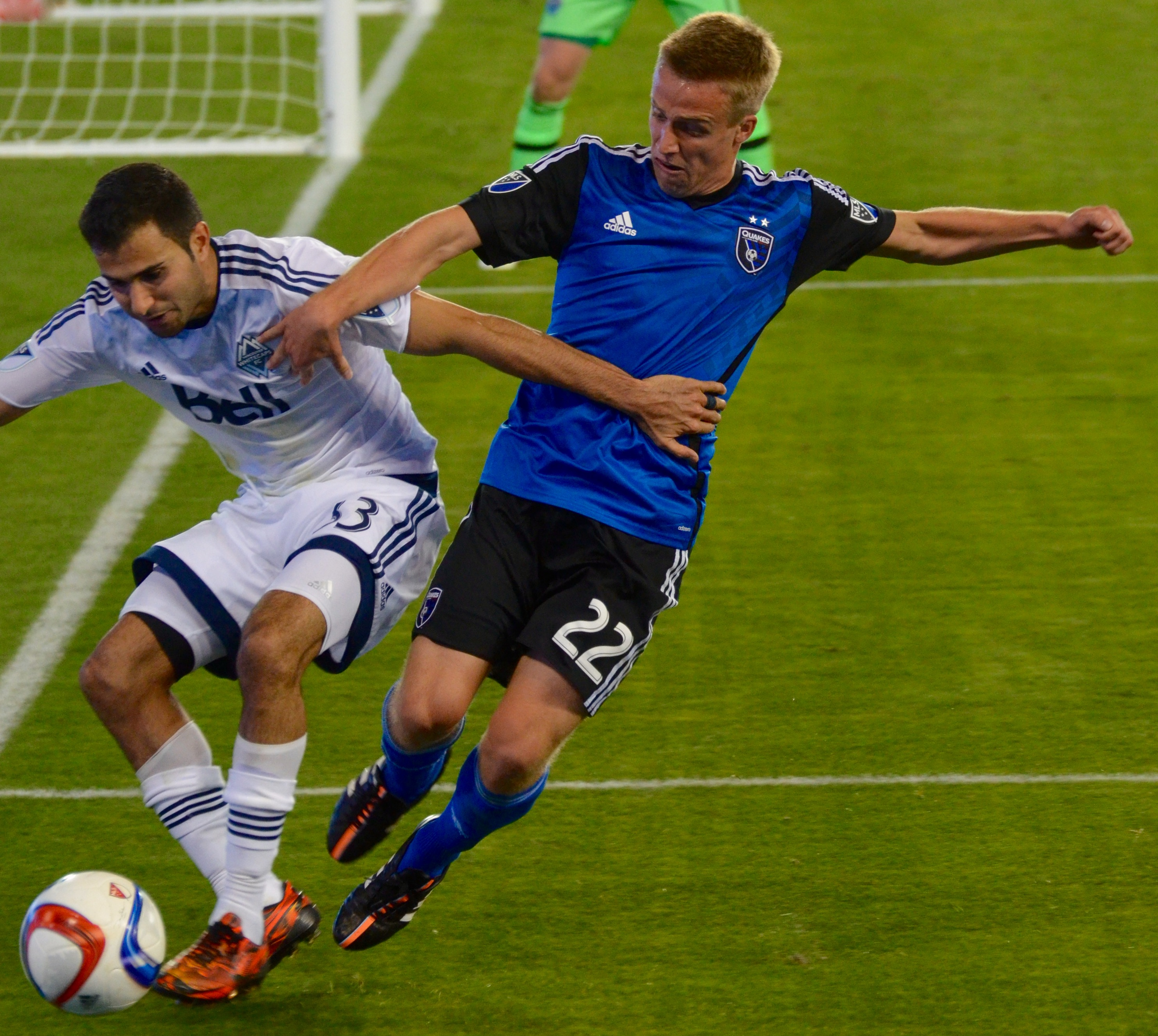
Стивен Бейташур за «Ванкувер Уайткэпс»

27 января 2014 года «Ванкувер Уайткэпс» приобрёл Бейташура за распределительные средства. 8 марта он сыграл свой первый матч за команду в матче против «Нью-Йорк Ред Буллз», закончившемся со счётом 4:1. Бейташур был включён в команду недели MLS после матча 19 апреля против «Лос-Анджелес Гэлакси» (2:2). 26 апреля он отдал голевой пас Себастьяну Фернандесу на последней минуте матча против клуба «Реал Солт-Лейк» (2:2). Бейташур был включён в сборную MLS на Матч всех звёзд 2014 против «Баварии». 27 сентября он отдал голевой пас Педро Моралесу, принесший победу его команде в матче против клуба «Реал Солт-Лейк» со счётом 2:1. По итогам сезона «Уайткэпс» квалифицировался в Лигу чемпионов КОНКАКАФ 2015/2016 как лучшая канадская команда сезона.
14 марта 2015 года во втором тайме матча против «Чикаго Файр» Бейташур отдал голевой пас Октавио Риверо на 86-й минуте, принеся своей команде победу со счётом 1:0. 26 августа 2015 года «Уайткэпс» выиграл первенство Канады по футболу, квалифицировавшись в Лигу чемпионов КОНКАКАФ 2016/2017.

#### Торонто
Во время межсезонья 2015—2016 Бейташур был обменян в «Торонто» на пик второго раунда Супердрафта MLS 2016. 6 марта 2016 года Стивен дебютировал за «Торонто» в матче против «Нью-Йорк Ред Буллз» (2:0).
В сезоне 2017 «Торонто» с Бейташуром в составе стал обладателем требла — выиграл Кубок MLS, Supporters’ Shield и первенство Канады. Но после окончания чемпионского сезона клуб не продлил контракт с игроком и он стал свободным агентом.

#### Лос-Анджелес
24 января 2018 года Бейташур подписал контракт с клубом-новичком MLS «Лос-Анджелес». 4 марта Стивен вышел в стартовом составе в матче против «Сиэтл Саундерс», первом официальном матче в истории «Лос-Анджелеса». 5 мая в матче против «Далласа» он забил свой первый гол за лос-анджелесский клуб. По окончании сезона 2019 контракт Бейташура с «Лос-Анджелесом» истёк.

#### Колорадо Рэпидз
19 сентября 2020 года Бейташур присоединился к «Колорадо Рэпидз», подписав однолетний контракт с опцией продления ещё на один сезон. По окончании сезона 2020 игрок подписал новый годичный контракт с клубом. За «Колорадо Рэпидз» он дебютировал 21 июля 2021 года в матче против «Далласа», выйдя на замену на последние 20 минут. По окончании сезона 2021 срок контракта Бейташура с «Колорадо Рэпидз» истёк и стороны начали переговоры по новому контракту. 7 января 2022 года игрок подписал с клубом новый однолетний контракт с опцией продления ещё на один год. По окончании сезона 2022 «Колорадо Рэпидз» не стал продлевать контракт с Бейташуром согласно опции, но начал переговоры с ним о новом контракте. 13 декабря игрок подписал с клубом новый однолетний контракт с опцией продления ещё на один год. По окончании сезона 2023 «Колорадо Рэпидз» отклонил опцию продления контракта с Бейташуром.
13 декабря 2023 года Стивен Бейташур объявил о завершении карьеры.

## Статистика

#### Молодёжная карьера
| Сезон            | Команда          | Лига                   | Лига             | Лига             | Лига             |                  |
| Сезон            | Команда          | Лига                   | Игры             | Голы             | Голевые пасы     |                  |
| ---------------- | ---------------- | ---------------------- | ---------------- | ---------------- | ---------------- | ---------------- |
| 2005             | Сан-Диего Ацтекс | Конференция Пасифик-12 | Краснорубашечник | Краснорубашечник | Краснорубашечник | Краснорубашечник |
| 2006             | Сан-Диего Ацтекс | Конференция Пасифик-12 | 18               | 0                | 2                |                  |
| 2007             | Сан-Диего Ацтекс | Конференция Пасифик-12 | 18               | 0                | 3                |                  |
| 2008             | Сан-Диего Ацтекс | Конференция Пасифик-12 | 4                | 0                | 0                |                  |
| 2009             | Сан-Диего Ацтекс | Конференция Пасифик-12 | 17               | 0                | 3                |                  |
| Итого за карьеру | Итого за карьеру | Итого за карьеру       | 57               | 0                | 8                |                  |

#### Основная карьера
| Сезон                 | Клуб                  | Лига                  | Лига | Лига | Лига         | Кубок MLS | Кубок MLS | Кубок MLS    | Кубок | Кубок | Кубок        | Лига чемпионов | Лига чемпионов | Лига чемпионов |
| Сезон                 | Клуб                  | Лига                  | Игры | Голы | Голевые пасы | Игры      | Голы      | Голевые пасы | Игры  | Голы  | Голевые пасы | Игры           | Голы           | Голевые пасы   |
| --------------------- | --------------------- | --------------------- | ---- | ---- | ------------ | --------- | --------- | ------------ | ----- | ----- | ------------ | -------------- | -------------- | -------------- |
| 2007                  | Сан-Хосе Фрогс        | ПДЛ                   | 7    | 2    | 3            | —         | —         | —            | —     | —     | —            | —              | —              | —              |
| 2008                  | Сан-Хосе Фрогс        | ПДЛ                   | 2    | 0    | 0            | —         | —         | —            | —     | —     | —            | —              | —              | —              |
| Итого за ПДЛ          | Итого за ПДЛ          | Итого за ПДЛ          | 9    | 2    | 3            | —         | —         | —            | —     | —     | —            | —              | —              | —              |
| 2010                  | Сан-Хосе Эртквейкс    | MLS                   | 8    | 1    | 0            | 0         | 0         | 0            | 1     | 0     | 0            | —              | —              | —              |
| 2011                  | Сан-Хосе Эртквейкс    | MLS                   | 19   | 0    | 7            | —         | —         | —            | 2     | 0     | 0            | —              | —              | —              |
| 2012                  | Сан-Хосе Эртквейкс    | MLS                   | 33   | 0    | 6            | 2         | 0         | 0            | 3     | 0     | 0            | —              | —              | —              |
| 2013                  | Сан-Хосе Эртквейкс    | MLS                   | 27   | 1    | 3            | —         | —         | —            | 0     | 0     | 0            | 1              | 0              | 0              |
| 2014                  | Ванкувер Уайткэпс     | MLS                   | 27   | 0    | 3            | —         | —         | —            | —     | —     | —            | —              | —              | —              |
| 2015                  | Ванкувер Уайткэпс     | MLS                   | 27   | 0    | 5            | 2         | 0         | 0            | —     | —     | —            | —              | —              | —              |
| 2016                  | Торонто               | MLS                   | 29   | 0    | 1            | 6         | 0         | 2            | 3     | 0     | 1            | —              | —              | —              |
| 2017                  | Торонто               | MLS                   | 22   | 0    | 5            | 5         | 0         | 0            | 3     | 0     | 0            | —              | —              | —              |
| 2018                  | Лос-Анджелес          | MLS                   | 30   | 2    | 4            | 1         | 0         | 0            | 3     | 0     | 0            | —              | —              | —              |
| 2019                  | Лос-Анджелес          | MLS                   | 25   | 1    | 2            | 1         | 0         | 0            | 1     | 0     | 0            | —              | —              | —              |
| 2020                  | Колорадо Рэпидз       | MLS                   | 0    | 0    | 0            | 0         | 0         | 0            | —     | —     | —            | —              | —              | —              |
| 2021                  | Колорадо Рэпидз       | MLS                   | 11   | 0    | 2            | 0         | 0         | 0            | —     | —     | —            | —              | —              | —              |
| 2022                  | Колорадо Рэпидз       | MLS                   | 19   | 0    | 2            | —         | —         | —            | 1     | 0     | 0            | —              | —              | —              |
| 2023                  | Колорадо Рэпидз       | MLS                   | 12   | 0    | 0            | —         | —         | —            | 0     | 0     | 0            | 0              | 0              | 0              |
| Итого за MLS          | Итого за MLS          | Итого за MLS          | 289  | 5    | 40           | 17        | 0         | 2            | 17    | 0     | 1            | 1              | 0              | 0              |
| 2022                  | Колорадо Рэпидз 2     | MLS Next Pro          | 1    | 0    | 0            | —         | —         | —            | —     | —     | —            | —              | —              | —              |
| 2023                  | Колорадо Рэпидз 2     | MLS Next Pro          | 1    | 0    | 0            | —         | —         | —            | —     | —     | —            | —              | —              | —              |
| Итого за MLS Next Pro | Итого за MLS Next Pro | Итого за MLS Next Pro | 2    | 0    | 0            | —         | —         | —            | —     | —     | —            | —              | —              | —              |
| Итого за карьеру      | Итого за карьеру      | Итого за карьеру      | 300  | 7    | 43           | 17        | 0         | 2            | 17    | 0     | 1            | 1              | 0              | 0              |

## Международная карьера

### Гражданство

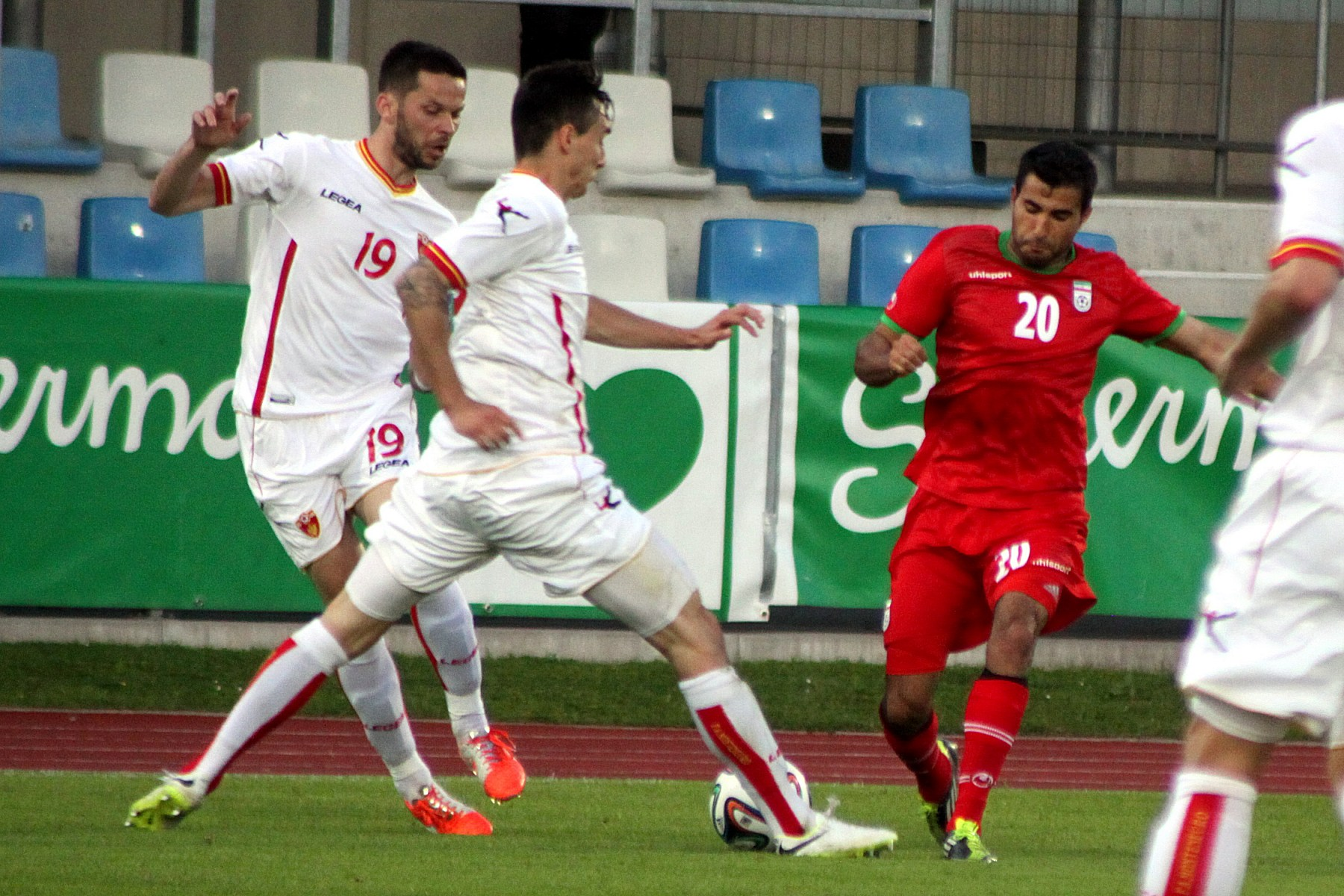
Бейташур (справа) играет за Иран в товарищеском матче против Черногории, 26 мая 2014

У Бейташура есть иранское гражданство по принципу Jus sanguinis, вследствие чего у него есть право играть за Иран. Бейташур родился в Соединённых Штатах и является гражданином США; таким образом, он должен был сделать выбор: либо играть за Иран, либо за США.
Когда его спросили о его выборе в интервью 2012 года, он заявил:

Я думаю, что это отличная позиция иметь оба варианта, по крайней мере... Я просто продолжаю хорошо играть здесь [за «Сан-Хосе Эртквейкс»]. Я думаю, что это самое главное, а хорошие вещи придут от этого.
Оригинальный текст (англ.)I think it's a great position to be in to have two options, to say the least... I've just got to keep playing well here. I think that's the main thing, and good things will come from that.

Тренер национальной сборной Карлушем Кейрушем стал агрессивно привлекать удовлетворяющих требованиям игроков с иранской диаспорой, чтобы укрепить команду. В июне 2012 года стало известно, что Кейруш заинтересован в приглашении Бейташура.

### Вызов в сборную США
Бейташур был вызван в сборную США на международный товарищеский матч против национальной сборной Мексики по футболу 15 августа 2012 года. Однако, он остался на скамейке запасных. Тренер сборной Юрген Клинсманн позже объяснил его «неожиданный вызов»:

Стивен строил своё дело в течение последних двух месяцев, а разговоры с Фрэнком Йеллопом [тренер Бейташура в клубе «Сан-Хосе Эртквейкс»] и получение информации о нём были самыми важными шагами... Мы рады привлечь его сюда. Он будет приветствоваться здесь, и он увидит эту очень положительную и комфортную обстановку, где сможет находиться без проблем. Нам интересно посмотреть на него на паре тренировок. Это не много, потому что у нас есть два с половиной дня для подготовки к игре, но, очевидно, что я хотел бы видеть его на протяжении более длительного периода времени. Будет любопытно получить своё первое впечатление о нём.
Оригинальный текст (англ.)Steven has built his case over the last couple of months and talking with Frank Yallop and getting his information was the most important step... We are pleased to bring him in. He will be welcomed here and he’ll see it is a very positive and comfortable environment where he can settle in with no problems. We are curious to see him in the couple training sessions that we have. It’s not much because we have two and a half days to prepare for a game, but obviously I’d love to see him over a longer period of time. It will be curious to get his first impression.

### Иран
5 октября 2013 года, Бейташур был вызван в сборную Ирана по футболу Карлушем Кейрушем в качестве части предварительного списка из 27 футболистов на отборочный матч Кубка Азии 2015 против сборной Таиланда. Первоначально было неясно, примет ли Бейташур приглашение. Два дня спустя было подтверждено, что Бейташур принял его и присоединится к команде во время матча 15 октября. Он дебютировал в победном матче со счётом 2:1 над Таиландом, выйдя на замену вместо Махини на 76-й минуте. Его первый голевой пас он отдал Гуччи в выездном матче против Таиланда 15 ноября, помогая завоевать им место в Кубке Азии 2015. 1 июня 2014 года, Бейташур был включён в заявку сборной Ирана на Чемпионат мира по футболу 2014. Все три матча игрок провёл на скамейке запасных.

## Достижения

### Командные
Сан-Хосе Эртквейкс
- Победитель регулярного чемпионата MLS: 2012

Ванкувер Уайткэпс
- Победитель Первенства Канады: 2015[29]

Торонто
- Чемпион MLS (обладатель Кубка MLS): 2017
- Победитель регулярного чемпионата MLS: 2017
- Победитель Первенства Канады: 2016[29], 2017

Лос-Анджелес
- Победитель регулярного чемпионата MLS: 2019

### Индивидуальные
- Участник Матча всех звёзд MLS: 2012